# Apanteles elagabalus
Apanteles elagabalus är en stekelart som beskrevs av Nixon 1965. Apanteles elagabalus ingår i släktet Apanteles och familjen bracksteklar. Inga underarter finns listade i Catalogue of Life.